# Marvin Fletes
Marvin David Fletes Novoa (Managua, Nicaragua, 12 de noviembre de 1997), más conocido como Marvin Fletes, es un jugador profesional nicaragüense de fútbol que se desempeña en la posición de defensor en Real Estelí Fútbol Club, equipo perteneciente a la Liga Primera de Nicaragua.

## Carrera
Fletes lleva jugando tres temporadas en el equipo Real Estelí Fútbol Club, con el cual salió campeón de la Liga Primera de Nicaragua en dos oportunidades. También es parte de la Selección de fútbol de Nicaragua.